# Escinc d'herba bronzat
L'escinc d'herba bronzat o escinc de bosc tacat (Eutropis macularia), és una espècie d'escíncid que es troba al sud i sud-est asiàtic. És una espècie comuna, però tímida, que viu al sòl que és activa tant de dia com de nit.

## Descripció
Té un cos cilíndric, escates dorsals amb 5-8 quilles i escates ventrals llises. Un parell de bandes dorsolaterals comencen per sobre de l'ull i s'estenen fins a la base de la cua. Tal com passa amb altres espècies del gènere Eutropis, les escates són aquillades. El musell és curt, obtusament quillat i acuminat, i la parpella inferior és escamosa. La fossa nasal es troba darrere de la sutura vertical entre l'escala rostral i la primera escama labial. L'obertura de l'orella és ovalada, aproximadament de la mateixa mida que una escala lateral, o una mica més petita. Les escates dorsal, nucal i lateral tenen de cinc a set quilles afilades, i hi ha de 26 a 30 escates, aproximadament iguals en grandària, al voltant de la meitat del cos. Els dits són curts i les làmines entre ells llises. La cua mesura entre 1,25 i 1,75 vegades la llargada del cap i del cos. Marró o marró oliva a la part superior, els costats més foscos i normalment amb taques blanques de vora negra; dors uniforme, o amb taques negres, o amb una o dues línies longitudinals negres; de vegades hi ha dues línies laterals lleugeres a cada costat, clarament delimitades només a la regió del coll; les parts inferiors són groguenques. De color marró profund, oliva o marró bronzejat; bandes dorsolaterals clares o grogues; de vegades amb taques negres a la base de la cua. Els mascles reproductors tenen color ataronjat a la part lateral del cos. Els exemplars joves són grisos amb el cap de bronze. Poden arribar a mesurar fins a 23 cm, però tenim una mida mitjana de 16 cm, amb una longitud del musell a la cloaca 7 cm.

## Hàbitat
Aquest escinc es troba a Bangla Desh, Bhutan, Cambodja, Índia, Laos, Malàisia (nord-oest), Myanmar, Nepal, Pakistan, Sri Lanka, Tailàndia i Vietnam. Viu tant en boscos caducifolis com en boscos perennes, en plantacions, entre fulles, prats i en zones rocoses amb arbres dispersos, a altituds de fins a uns 1.500 m.

## Ecologia
Igual que altres escinc, s'alimenta d'insectes i altres invertebrats. S'amaga en forats del terra, en escletxes i sota les roques. Les femelles ponen diverses niuades petites d'ous cada any, cadascuna conté de tres a sis ous. En un estudi al sud dels Ghats Occidentals, va ser el rèptil més freqüentment trobat a les plantacions, horts i jardins de la zona, sent actiu tant de dia com de nit. És estrictament terrestre i s'amaga amb facilitat.

## Galeria

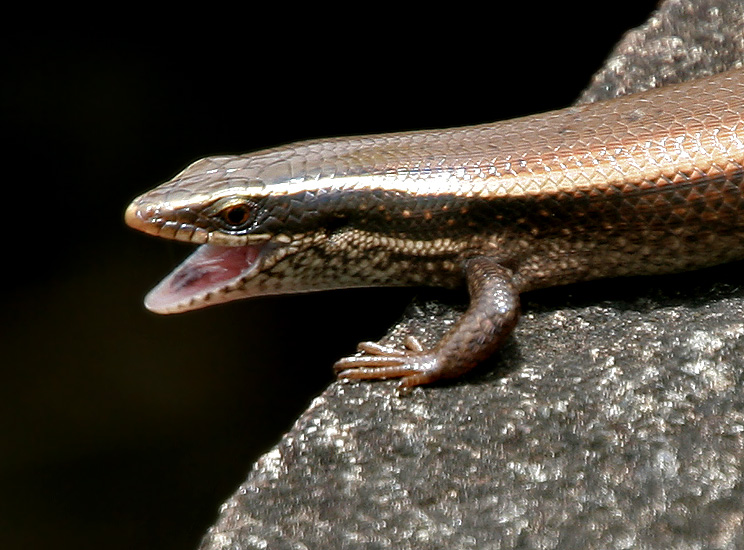
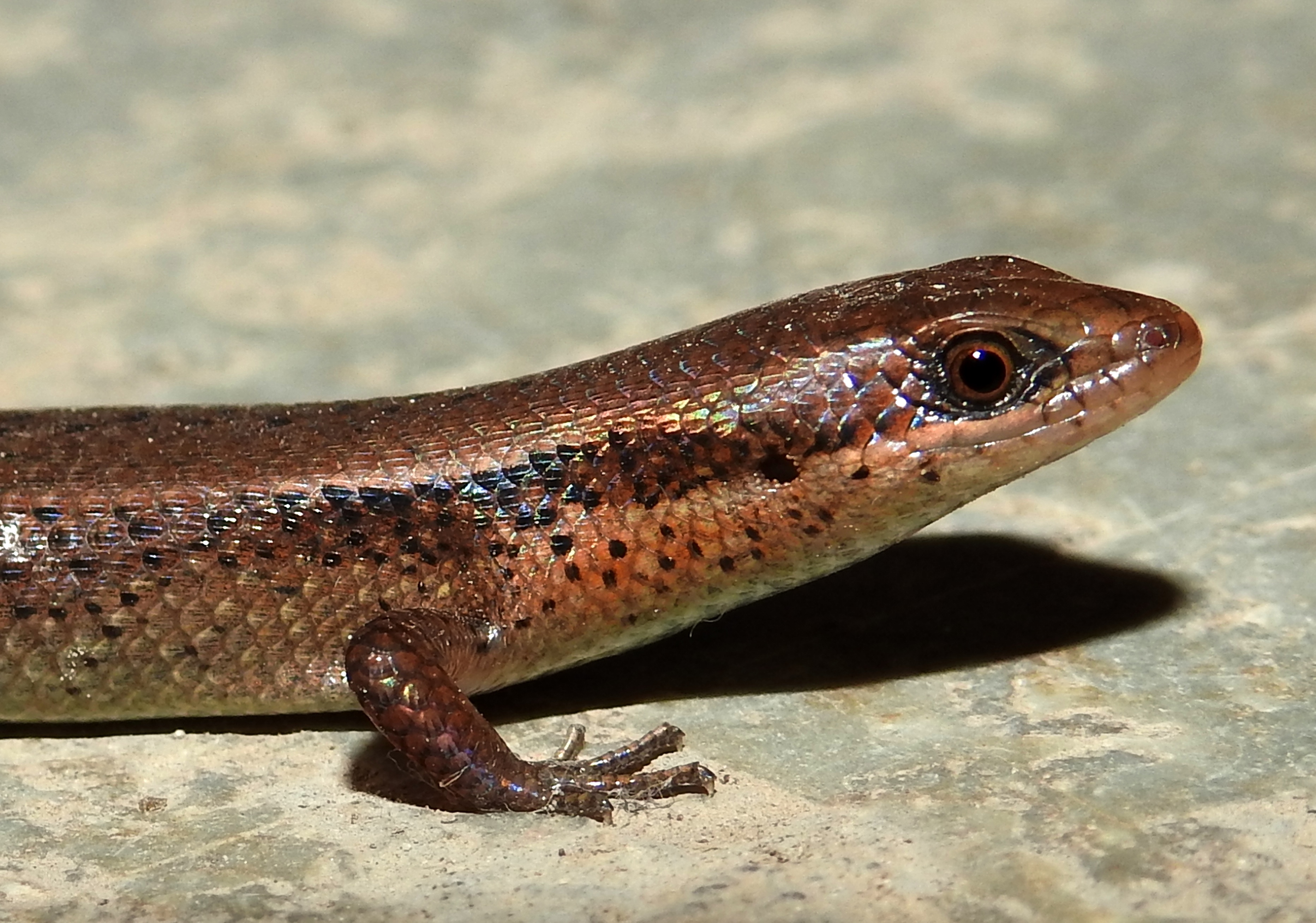
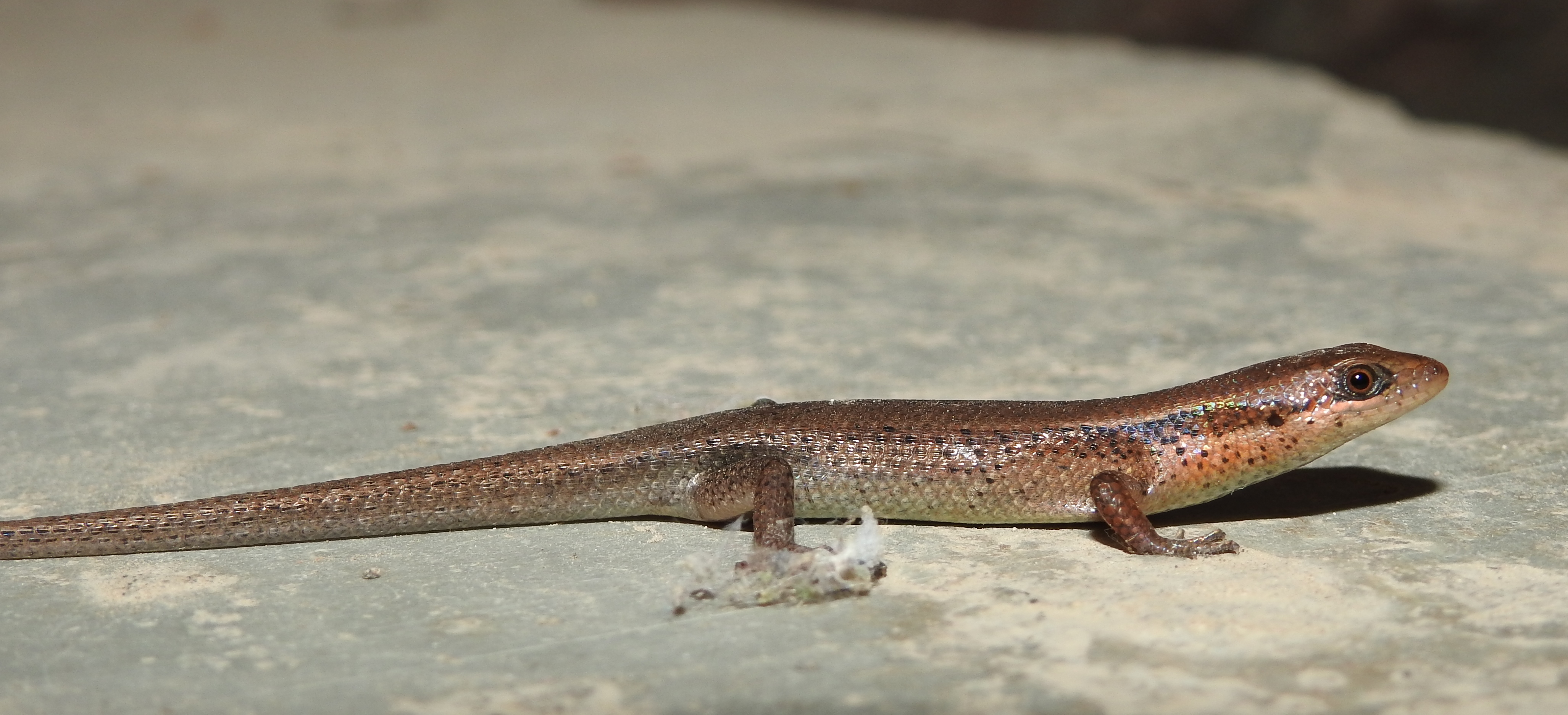